# Дніпровка (Міякинський район)
Дніпро́вка (рос. Днепровка, башк. Днөпровка) — присілок у складі Міякинського району Башкортостану, Росія. Входить до складу Міякібашевської сільської ради.
Населення — 80 осіб (2010; 115 в 2002).
Національний склад:
- росіяни — 62%